# 德國國防軍陸軍第561擲彈兵師
德國國防軍陸軍第561擲彈兵師（德語：561. Grenadier-Division）是納粹德國國防軍陸軍的一個步兵師。該師於1944年7月組建。
該師組建後，於同年10月改編為第561國民擲彈兵師（德語：561. Volksgrenadier-Division）。
該師改編前後，一直在東線作戰。
該師最後於1945年3月在柯尼斯堡被殲。

## 註腳
1. ↑  Mitcham（2007年）